# この世界のどこかで
この世界のどこかでは松田樹利亜の9枚目のシングル。

## 内容
松田がプロデューサーの月光恵亮との共同作曲を担当した本作は「ミズノ」コマーシャル・ソングで、アルバム「Julia III」先行シングル。

## 収録曲
1. この世界のどこかで
作詞：吉江阿季　作曲：松田樹利亜・月光恵亮　編曲：月光恵亮・神長弘一・鷹羽仁
2. Oh My God!
作詞：田村直美　作曲：松田樹利亜・月光恵亮　編曲：神長弘一・鷹羽仁
3. この世界のどこかで (inst.)

## レコーディング参加
- 神長弘一 - ギター
- 坂井紀雄 - ベース
- 山田亘（FENCE OF DEFENSE） - ドラム
- 鷹羽仁 - キーボード